# 6637 Іноуе
6637 Іноуе (6637 Inoue) — астероїд головного поясу, відкритий 3 грудня 1988 року.
Тіссеранів параметр щодо Юпітера — 3,517.